# Psittaculirostris desmarestii
Psittaculirostris desmarestii là một loài chim trong họ Psittacidae.